# Prostorninski pretok
Prostornínski pretòk (tudi prostornínski tók, volúmski pretòk ali volúmski tók; oznaka ΦV) je določen s prostornino tekočine, ki steče v časovni enoti skozi izbrani presek:
{\displaystyle \Phi _{V}={\frac {{\rm {d}}V}{{\rm {d}}t}}\!\,.}
Mednarodni sistem enot predpisuje za prostorninski pretok izpeljano enoto m³/s.
Prostorninski pretok pri laminarnem toku nestisljive viskozne tekočine po gladki valjasti cevi s stalnim presekom pri majhnih vrednostih Reynoldsovega števila podaja Poiseuillov zakon.